# Torneo Metropolitano 2008 (Uruguay)
El Torneo Metropolitano 2008 fue la competencia organizada por la FUBB que inició el 11 de abril de 2008 y tuvo su final el 8 de agosto de ese mismo año.
El torneo de la Segunda División del básquetbol uruguayo, en esta ocasión terminó con el ascenso a la Primera División de Capurro (Campeón del torneo) y Aguada (Vicecampeón), además de los descensos a Tercera de Waston y Marne.

## Sistema de disputa
El Metro 2008 se jugará a dos ruedas  todos contra todos en el formato local-visitante y tras esto, el mejor posicionado de la tabla ascenderá a Primera y participará de la LUB 2009-10 bajo el título de Campeón del Torneo Metropolitano 2008. El segundo ascenso se determinará en playoff. Se enfrentarán 2º vs 5º y 3º vs. 4, disputándose la final entre los ganadores de estos cruces. Po otra parte al final de la temporada regular los dos equipos peor posicionados de la tabla desenderan a la DTA.

## Clubes participantes
| Club           | Posición Temporada Anterior    |
| -------------- | ------------------------------ |
| 25 de Agosto   | 10º en la lucha por el ascenso |
| Aguada         | Descendió de la LUB            |
| Goes           | Finalista                      |
| Capurro        | 1º en la rueda de permanencia  |
| Larrañaga      | 6º en la lucha por el ascenso  |
| Larre Borges   | Semifinal                      |
| Marne          | Vicecampeón de DTA             |
| Nacional       | 8º en la lucha por el ascenso  |
| Olivol Mundial | 3º en la rueda de permanencia  |
| Urunday        | 7º en la lucha por el ascenso  |
| Verdirojo      | 2º en la rueda de permanencia  |
| Waston         | Campeón de DTA                 |
| Yale           | 9º en la lucha por el ascenso  |

## Desarrollo

### Temporada regular
En esta temporada se definió: el campeón del torneo a quien se le otorga el primer ascenso, los cuatro equipos clasificados a play offs en busca del segundo ascenso y además los dos equipos que descienden.
| Posición | Club           | PG | PP |
| -------- | -------------- | -- | -- |
| 1º       | Capurro        | 20 | 4  |
| 2º       | Aguada         | 19 | 5  |
| 3º       | Verdirojo      | 14 | 10 |
| 4º       | Nacional       | 13 | 11 |
| 5º       | Goes*          | 12 | 12 |
| 6º       | Urunday        | 12 | 12 |
| 7º       | Yale           | 12 | 12 |
| 8º       | Olivol Mundial | 11 | 13 |
| 9º       | Larrañaga      | 10 | 14 |
| 10º      | 25 de Agosto   | 10 | 14 |
| 11º      | Larre Borges   | 9  | 15 |
| 12º      | Waston*        | 9  | 15 |
| 13º      | Marne+         | 5  | 19 |

- Tanto la clasificación de Goes como el descenso de Waston se decidieron por partidos de desempate.

+Sancionado con la pérdida de dos puntos.
|  | Campeón del Metropolitano.                    |
|  | Equipos clasificados a los Play Offs.         |
|  | Desciende a la Divisional Tercera en Ascenso. |

| Campeón del Torneo Metropolitano 2008 |
| ------------------------------------- |
| Capurro Ascenso a LUB                 |

### Play Offs
Se jugaron al mejor de tres.
|  | Semifinales | Semifinales | Semifinales |          |   | Final  | Final | Final |  |
|  |             |             |             |          |   |        |       |       |  |
|  |             |             |             |          |   |        |       |       |  |
|  | 2           | Aguada      | 2           |          |   |        |       |       |  |
|  | 2           | Aguada      | 2           |          |   |        |       |       |  |
|  | 5           | Goes        | 1           |          |   |        |       |       |  |
|  | 5           | Goes        | 1           |          | 2 | Aguada | 2     |       |  |
|  |             |             |             |          | 2 | Aguada | 2     |       |  |
|  |             |             | 4           | Nacional | 0 |        |       |       |  |
|  | 3           | Verdirrojo  | 4           | Nacional | 0 | 0      |       |       |  |
|  | 3           | Verdirrojo  |             |          |   | 0      |       |       |  |
|  | 4           | Nacional    | 2           |          |   |        |       |       |  |
|  | 4           | Nacional    | 2           |          |   |        |       |       |  |
|  |             |             |             |          |   |        |       |       |  |

| Vicecampeón del Torneo Metropolitano 2008 |
| ----------------------------------------- |
| Aguada Ascenso a LUB                      |

## Incidentes Aguada-Goes
Al cierre del último partido por la semifinal del cruce Aguada-Goes se registraron ciertos incidentes violentos que involucraron tanto a hinchas como jugadores y personal del cuerpo técnico. Antes de hablar de estos incidentes, merece la pena recordar que Aguada y Goes son dos clubes que mantienen una rivalidad entre sí que ya había provocado anteriormente incidentes entre sus respectivos seguidores.
El partido cerró con una victoria de Aguada 79-78, con un final confuso debido a que un jugador de Goes había marcado un triple sobre el cierre el cual finalmente no fue validado a pesar de ser efectuado dentro del tiempo reglamentario.
Los incidentes comenzaron cuando Gustavo Reig, técnico de Goes agredió al jugador de Aguada Wendell Gibson, el cual salió ha correrlo pero al no poder alcanzarlo comenzó a pelearse con Ciro Pastana un jugador de Goes con quien habría tenido algún entredicho dentro del partido. Estos hechos incitaron a las parcialidades las cuales se precipitaron y comenzaron a luchar tanto dentro como fuera de la cancha.
Estos hechos fueron sancionados por la FUBB, por el lado de Aguada las sanciones fueron de: perdida de dos puntos en el próximo campeonato, cierre de cancha durante seis partidos y una suspensión para Wndell Gibson de dos partidos (redimible con el pago de un a multa). Mientras tanto Goes fue sancionado con la suspensión de Ciro Pastrana por dos partidos (también redimible con el pago de una multa), la suspensión de su técnico Gustavo Reig durante cuatro partidos y la suspensión de su afiliación durante un año, por lo que no podrá participar del Metro 2009 por lo que descenderá a la DTA, pudiendo recién participar de esta competencia en 2010.